# 高翼飞
高翼飞（1927年9月—2020年8月8日），原名高砚耕，男，河北卢龙人，中华人民共和国政治人物，曾任天津市人民检察院党组书记、检察长。

## 生平
1943年10月参加革命，1944年5月加入中国共产党。历任河北省迁卢抚昌联合县五区公所通讯员，一区支部教员、宣传干事，卢龙县城关区及一区宣传委员、一区代理区委书记、五区区委书记，县委宣传部副部长、税务局局长。
1951年3月起，历任天津市税务局第二分局副局长、第一副局长，市专卖事业公司秘书、办公室主任。1953年6月起，历任西郊区工委第一副书记兼区长、区委书记，南开区委书记处书记，近郊农委副主任，市国防工办副主任，4508厂党委副书记，市农林局党委书记、局长。1978年11月至1983年11月，任南开区委书记。1983年8月至1986年6月，任天津市公安局党委书记。
1986年6月，任天津市人民检察院党组书记，同年9月任代理检察长。1987年4月，经天津市第十届人民代表大会第六次会议补选为检察长。同年6月23日，经全国人大常委会批准任命为检察长。1991年1月离休。
2020年8月8日凌晨4时10分逝世。